# Hôn nhân cùng giới ở Thụy Sĩ
Thụy Sĩ đã cho phép đăng ký bạn đời cho các cặp cùng giới kể từ ngày 1 tháng 1 năm 2007, sau cuộc trưng cầu dân ý năm 2005. Dự luật hợp pháp hóa hôn nhân cùng giới được đưa ra năm 2013, thông qua vào ngày 18 tháng 12 năm 2020, và đã được xem xét với cuộc trưng cầu dân ý diễn ra vào ngày 26 tháng 9, 2021. 64,1% người bỏ phiếu đồng ý việc thay đổi luật dân sự để cho phép hôn nhân cùng giới, nhận con nuôi bởi các cặp cùng giới và tiếp cận công nghệ hỗ trợ sinh sản cho các cặp cùng giới nữ. Việc thay đổi sẽ được thi hành từ ngày 1 tháng 7 năm 2022.

## Hôn nhân cùng giới
Năm 2012, Nghị viện yêu cầu giám đốc điều hành Hội đồng liên bang Thụy Sĩ kiểm tra cách cập nhật luật gia đình để phản ánh những thay đổi trong xã hội. Vào tháng 3 năm 2015, hội đồng đã công bố báo cáo chính phủ về hôn nhân và quyền mới cho các gia đình, nâng cao khả năng giới thiệu quan hệ đối tác đã đăng ký cho các cặp vợ chồng thẳng và hôn nhân cùng giới cho các cặp đồng tính nam và đồng tính nữ. Thành viên của Hội đồng Liên bang Simonetta Sommaruga, phụ trách Bộ Tư pháp và Cảnh sát Liên bang, cũng tuyên bố cô hy vọng rằng các cặp đồng tính nam và đồng tính nữ sẽ sớm được phép kết hôn.

### Các đảng chính trị và ủng hộ
Hôn nhân cùng giới được ủng hộ bởi Đảng Xanh, Đảng Dân chủ Bảo thủ, Đảng Dân chủ Xã hội, Đảng Tự do Xanh, Đảng Thụy Sĩ của lao động, Đảng Xã hội Kitô giáo của Obwalden, và hầu hết các chính trị gia từ Đảng Tự do và Đảng Dân chủ Thiên chúa giáo (CVP/PDC). Đảng Nhân dân Thụy Sĩ, Đảng Nhân dân Tin lành, Ticino Liên minh và Phong trào công dân Geneva hầu hết bị phản đối.
Năm 2017, chủ tịch CVP, Gerhard Pfister, cho biết ông tin rằng khoảng hai phần ba các nhà lập pháp CVP phản đối hôn nhân cùng giới. Tuy nhiên, một cuộc khảo sát năm 2019 cho thấy khoảng 83% ứng cử viên CVP tham gia bầu cử liên bang vào tháng 10 đã ủng hộ hôn nhân cùng giới. Các chính trị gia CVP ủng hộ hôn nhân cùng giới bao gồm Andrea Gmür-Schönenberger, thành viên Hội đồng quốc gia về Lucerne, và Ruth Metzler, cựu thành viên của Hội đồng Liên bang. Cuộc khảo sát tương tự cho thấy 48% ứng cử viên SVP được ưu ái.
Vào tháng 4 năm 2018, cánh phụ nữ của đảng Tự do đã bỏ phiếu với 56 phiếu bầu cho 2 người ủng hộ hôn nhân cùng giới.
Vào ngày 26 tháng 1 năm 2019, Đảng Nhân dân Thụy Sĩ (SVP) quốc gia đã thông qua một chương trình đảng mới. Một đề nghị tấn công sự phản đối của đảng đối với hôn nhân cùng giới đã bị các đại biểu từ chối với số phiếu từ 166 đến 126.

### Sáng kiến phổ biến của đảng Dân chủ Thiên chúa giáo "Dành cho cặp vợ chồng và gia đình"
Đảng Dân chủ Thiên chúa giáo của Thụy Sĩ (CVP/PDC) bắt đầu vào năm 2011 với việc thu thập chữ ký cho một sáng kiến phổ biến mang tên "Dành cho cặp vợ chồng và gia đình - Không chịu hình phạt của hôn nhân" (tiếng Đức: Für Ehe und Familie – gegen die Heiratsstrafe; tiếng Pháp: Pour le couple et la famille - Non à la pénalisation du mariage; tiếng Ý: Per il matrimonio e la famiglia - No agli svantaggi per le coppie sposate). Sáng kiến này đã tìm cách thay đổi điều 14 của Hiến pháp Liên bang Thụy Sĩ và nhằm mục đích cân bằng quyền tài chính và lợi ích an sinh xã hội bình đẳng giữa các cặp vợ chồng và các cặp vợ chồng sống thử chưa kết hôn. Tuy nhiên, văn bản cũng sẽ giới thiệu trong Hiến pháp lần đầu tiên một định nghĩa về hôn nhân, đó sẽ là "sự kết hợp duy nhất giữa một người đàn ông và một người phụ nữ".
Vào tháng 11 năm 2012, việc thu thập chữ ký đã kết thúc và sáng kiến đã được đệ trình. Hội đồng Liên bang Thụy Sĩ đã xem xét sáng kiến này và quyết định ủng hộ nó. Vào tháng 10 năm 2013, chính thức yêu cầu Nghị viện đề nghị cử tri phê chuẩn sáng kiến.
Vào ngày 10 tháng 12 năm 2014, phòng Quốc hội cấp dưới đã thảo luận về sáng kiến này. Greens đề nghị sửa đổi dự luật nói rằng "bất kỳ hình thức công đoàn nào" không thể bị phạt và đảng Tự do Xanh đề nghị sửa đổi dự luật như "hôn nhân và tất cả các hình thức liên minh khác theo luật".
Các cuộc tranh luận chủ yếu phản đối các nghị sĩ của Đảng Nhân dân Thụy Sĩ và Đảng Dân chủ Thiên chúa giáo cho Tự do Xanh, Greens, Dân chủ Xã hội và Dân chủ Bảo thủ. Liberals hầu hết bị chia rẽ về vấn đề này. Đảng Nhân dân Thụy Sĩ và các nghị sĩ của đảng Dân chủ Thiên chúa giáo phản đối bất kỳ hình thức đồng tính luyến ái nào. Mặt khác, các bên chính khác chỉ ra sự phân biệt đối xử mà sáng kiến sẽ đưa ra và hơn nữa kêu gọi cởi mở cho một định nghĩa về hôn nhân trong tương lai bao gồm hôn nhân cùng giới. Một số nghị sĩ thậm chí còn gọi đảng Dân chủ Thiên chúa giáo là một đảng "thụt lùi".
Sau khi từ chối cả hai phản đối của đảng Xanh và Tự do Xanh, Hội đồng Quốc gia cuối cùng đã phê chuẩn phản đối được xây dựng bởi Ủy ban Các vấn đề Kinh tế và Thuế giữ nguyên tinh thần của sáng kiến hôn nhân là duy nhất có thể giữa một người đàn ông và một người phụ nữ. Sự phản đối đã được phê duyệt 102-86, do đó bác bỏ sáng kiến phổ biến và đề nghị với cử tri Thụy Sĩ rằng họ từ chối sáng kiến này và chấp nhận phản đối.
Hội đồng các quốc gia (Thượng viện) đã phê duyệt vào ngày 4 tháng 3 năm 2015, trong một cuộc bỏ phiếu 24-19, phản đối đã bỏ phiếu vào ngày 10 tháng 12 năm 2014 bởi hạ viện, do đó bác bỏ de factosáng kiến của đảng Dân chủ Thiên chúa giáo. Các cuộc tranh luận ở thượng viện cũng tập trung chủ yếu vào định nghĩa về hôn nhân sẽ đưa ra sự phân biệt đối xử với cộng đồng LGBT, mặc dù ý tưởng về quyền tài chính bình đẳng và lợi ích an sinh xã hội bình đẳng giữa các cặp vợ chồng và các cặp vợ chồng sống thử chưa kết hôn là không được chấp nhận. Một số đảng viên đảng Tự do đã thay đổi quyết định, khiến cho việc phản đối thất bại trong Hội đồng Nhà nước. Sau đó, vào tháng 6 năm 2015, một hội nghị hòa giải giữa cả hai viện của Quốc hội đã quyết định đề nghị từ chối sáng kiến ban đầu. Vào ngày 19 tháng 6 năm 2015, lệnh chính thức của Quốc hội khuyến nghị cử tri từ chối sáng kiến đã được công bố.
Vào ngày 17 tháng 11 năm 2015, Hội đồng Liên bang cũng đề nghị từ chối sáng kiến này. Nó ủng hộ sáng kiến này hai năm trước, nhưng bây giờ bắt buộc phải thay đổi vị trí của mình vì Nghị viện đã phản đối.

#### Phiếu bầu
Đề xuất của đảng Dân chủ Thiên chúa giáo đã được đưa ra trưng cầu dân ý vào ngày 28 tháng 2 năm 2016, với các cử tri quyết định có nên định nghĩa hôn nhân là "sống thử bền vững giữa nam và nữ" mà "không được thiệt thòi khi so sánh với lối sống khác", do đó cấm kết hôn cùng giới trong Hiến pháp Liên bang Thụy Sĩ.
Trong số các đảng nghị viện, Đảng Dân chủ Thiên chúa giáo (ngoài đảng Dân chủ Thiên chúa giáo trẻ Zürich và Geneva, đã tuyên bố phản đối sáng kiến của đảng đối tác của họ), Đảng Nhân dân Thụy Sĩ bảo thủ quốc gia và Đảng Nhân dân Tin lành bảo thủ đã vận động cho "Có". Trong khi đó, Đảng Dân chủ Xã hội, Tự do, Xanh, Dân chủ Bảo thủ và Tự do Xanh đã phản đối văn bản và vận động cho "Không" cùng với Tổ chức Ân xá Quốc tế Thụy Sĩ, Economiesuisse, Liên đoàn Công đoàn Thụy Sĩ và Chiến dịch Libero.
Một tháng trước khi bỏ phiếu, các cuộc thăm dò khác nhau cho thấy 67% ủng hộ (22 tháng 1 năm 2016) và 53% ủng hộ (17 tháng 2 năm 2016).
Vào ngày 28 tháng 2 năm 2016, sáng kiến đã bị từ chối bởi 50,8% cử tri với 1.609.328 ủng hộ và 1.664.217 chống lại, tỷ lệ 54.979 phiếu bầu. Phần lớn các bang đã chấp thuận sáng kiến (16,5 đến 6,5), với các bang của Geneva, Vaud, Bern, Zürich, Grisons, Basel-Stadt, Basel-Landschaft và Appenzell Ausserrhoden từ chối sáng kiến này.

### Sáng kiến nghị viện của Đảng Tự do Xanh
Vào tháng 12 năm 2013, Đảng Tự do Xanh đã đệ trình một sáng kiến của quốc hội để sửa đổi hiến pháp, với mục đích hợp pháp hóa hôn nhân cùng giới.
Vào ngày 20 tháng 2 năm 2015, Ủy ban về các vấn đề pháp lý của Hội đồng quốc gia đã bỏ phiếu để tiến hành sáng kiến, với 12-9 phiếu bầu, với 1 phiếu trắng. Vào tháng 5 năm 2015, một kiến nghị ủng hộ dự luật đã được đưa ra. Các chữ ký được thu thập đã được đệ trình lên Ủy ban về các vấn đề pháp lý của Hội đồng các quốc gia trước khi họ thảo luận về dự luật, hy vọng thuyết phục họ ủng hộ. Vào ngày 1 tháng 9 năm 2015, Ủy ban Pháp lý của thượng viện đã bỏ phiếu từ 7-5 phiếu để tiến hành sáng kiến.
Ủy ban Pháp lý của Hội đồng Quốc gia sau đó được giao nhiệm vụ soạn thảo một đạo luật trong vòng hai năm (theo Điều 111 của Hiến pháp), tức là vào năm 2017. Tuy nhiên, do sự phức tạp của cải cách pháp lý, Ủy ban Pháp lý của Hội đồng Quốc gia đã đề xuất vào ngày 11 tháng 5 Năm 2017 sẽ kéo dài thời hạn của sáng kiến thêm hai năm nữa (tức là vào năm 2019) và yêu cầu chính quyền chính phủ nghiên cứu thêm về vấn đề này. Một nhóm thiểu số bao gồm Đảng Nhân dân Thụy Sĩ (SVP/UDC) muốn chặn sáng kiến này. Vào ngày 16 tháng 6 năm 2017, Hội đồng Quốc gia đã bỏ phiếu 118-71 phiếu ủng hộ đề xuất của ủy ban để tiếp tục với sáng kiến. Tính đến  năm 2018, sáng kiến năm 2013 vẫn đang tiếp tục thông qua quá trình lập pháp chậm chạp của Thụy Sĩ.
Ủy ban Pháp lý của Hội đồng Quốc gia đã họp vào ngày 17 tháng 5 năm 2018, Ngày Quốc tế Chống kì thị đồng tính, để thảo luận về việc hợp pháp hóa hôn nhân cùng giới, chẳng hạn như sửa đổi cần thiết theo các luật khác, và để bắt đầu soạn thảo luật hôn nhân. Ủy ban đề nghị rằng Bộ luật Dân sự Thụy Sĩ (tiếng Đức: Zivilgesetzbuch) được sửa đổi để loại bỏ định nghĩa dị tính về hôn nhân và đưa vào định nghĩa trung lập về giới tính. Nó cũng đề nghị sửa đổi luật đăng ký dân sự năm 1953(tiếng Đức: Zivilstandsverordnung), trong đó định nghĩa hôn nhân là giữa một người đàn ông và một người phụ nữ. Các luật khác, bao gồm luật liên quan đến nhập tịch, cũng sẽ được sửa đổi cùng với sáng kiến năm 2013. Ngoài ra, theo Ủy ban và Bộ Tư pháp, sáng kiến năm 2013 sẽ tự động hợp pháp hóa việc áp dụng chung cho các cặp cùng giới đã kết hôn. Do đó, Ủy ban khuyến nghị không thay đổi luật nuôi con nuôi, cho phép các cặp vợ chồng chấp nhận mà không xác định rõ ràng "hôn nhân". Vào ngày 6 tháng 7 năm 2018, ủy ban đã bỏ phiếu từ chối hoàn toàn sáng kiến, bởi 18-1 phiếu, và sau đó đã bỏ phiếu 14-11 để ủng hộ hợp pháp hóa hôn nhân cùng giới, nhận con nuôi và nhập tịch. Dự thảo hợp pháp hóa hôn nhân cùng giới và quan hệ đối tác đã đăng ký khác giới sẽ được trình lên Quốc hội vào tháng 2 năm 2019. Ngoài ra, ủy ban đã bỏ phiếu từ 16-9 để lập pháp, thay vì sửa đổi Hiến pháp. Do đó, cử tri Thụy Sĩ sẽ không nhất thiết phải được gọi để bỏ phiếu cho sáng kiến này (mặc dù các đối thủ vẫn có thể buộc trưng cầu dân ý về vấn đề này, điều này đòi hỏi phải có đa số đơn giản trong số những người bỏ phiếu để thành công). Thay đổi hiến pháp đòi hỏi phải có đa số gấp đôi (người dân và bang), và một cuộc trưng cầu dân ý là bắt buộc. Bất chấp sự phản đối của các nhóm LGBT, Ủy ban đã quyết định loại bỏ hỗ trợ sinh sản cho các cặp đồng tính nữ và lương hưu của góa phụ để sáng kiến có cơ hội phê duyệt cao hơn và cũng vì hợp pháp hóa công nghệ hỗ trợ sinh sản sẽ cần phải sửa đổi hiến pháp. Hai vấn đề sẽ được thảo luận trong một luật riêng. Hôn nhân cùng giới có thể là hợp pháp ở Thụy Sĩ vào năm 2021. Đầu tháng 7 năm 2018, Chiến dịch Libero bắt đầu thu thập chữ ký ủng hộ hôn nhân cùng giới, để thuyết phục Quốc hội hợp pháp hóa nó, thu thập 30.000 chữ ký trong vòng một tuần.
Vào ngày 14 tháng 2 năm 2019, Ủy ban Pháp lý của Hội đồng Quốc gia đã phê chuẩn dự luật cho phép kết hôn cùng giới từ 19-4 phiếu, với một sự kiêng khem. Một dự luật khác cho phép tiếp cận với việc hiến tinh trùng cho các cặp đồng tính nữ đã bị từ chối. Hai đề xuất sẽ được gửi ra để tham khảo ý kiến công chúng, sau đó Hội đồng Liên bang sẽ xem xét lại luật pháp và sau đó có thể trình lên Quốc hội Thụy Sĩ để phê duyệt. Có thể lựa chọn làm cho việc hiến tinh trùng hợp pháp cho phụ nữ đã kết hôn sẽ bị loại bỏ trong quá trình tham vấn đó nếu nó được đánh giá là quá gây tranh cãi. Cả hai đề xuất sẽ kết thúc quan hệ đối tác đã đăng ký. Ủy ban bắt đầu tham vấn vào ngày 14 tháng 3, sẽ kéo dài đến ngày 21 tháng 6 năm 2019.

#### Trưng cầu dân ý
Một đạo luật được Nghị viện thông qua có thể bị các đối thủ thách thức trong một cuộc trưng cầu dân ý, nếu họ thu thập được 50.000 chữ ký hợp lệ trong vòng 100 ngày. Các cuộc thăm dò ý kiến cho thấy dự luật có sự hỗ trợ phổ biến ở Thụy Sĩ, và một cuộc tham vấn năm 2019 đã tìm thấy sự hỗ trợ chính trị lớn. Hội đồng Liên bang Thụy Sĩ ra mắt ủng hộ đề xuất này vào tháng 1 năm 2020. Đã có 61.027 chữ kí cho slogan "Có với hôn nhân và gia đình, Không với hôn nhân cho tất cả". Đáp lại, Operation Libero đã thu thập 100.000 chữ kí ủng hộ hôn nhân cùng giới cuối tháng 4 2021.
Cuộc trưng cầu dân ý cho kết quả 64,1% người bỏ phiếu và tất cả các bang đồng ý việc sửa đổi. Điều này giúp Thụy Sĩ trở thành quốc gia thứ 29 và là một những những nước Tây Âu cuối cùng cho phép hôn nhân cùng giới.

#### Áp dụng
Kết quả từ cuộc trưng cầu dân ý sẽ đưa vào thi hành từ 1 tháng 7, 2022. Hôn nhân cùng giới sẽ có thể được thực hiện từ khi đó.